# Emil Zografski

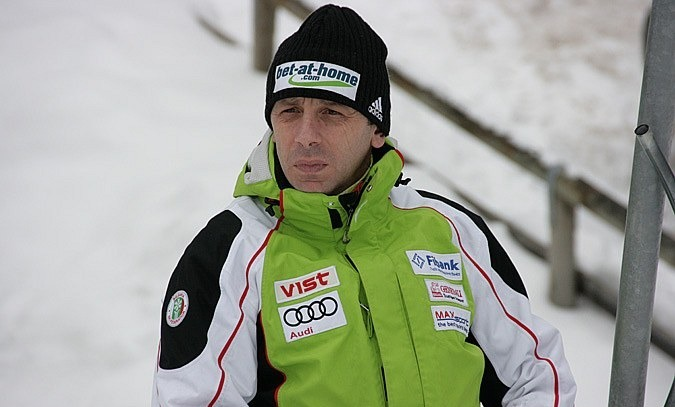
Emil Zografski

Emil Dimitrov Zografski (bulgariska: Емил Димитров Зографски), född 3 februari 1968 i Samokov, är en bulgarisk backhoppare. Han tävlade i olympiska spelen i både Calgary 1988 och Albertville 1992. Han är far till backhopparen Vladimir Zografski.